# Cadillac XTS

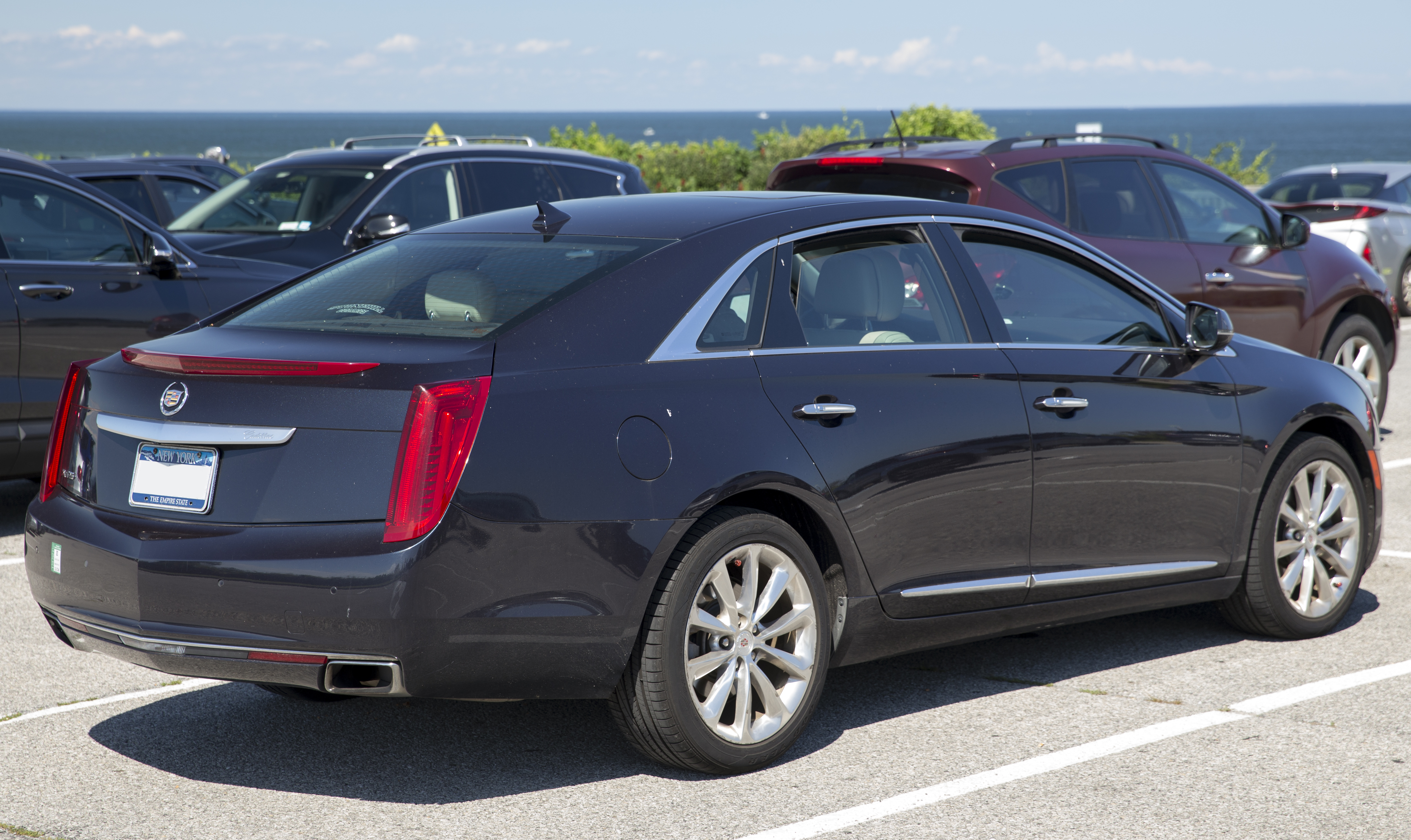
Heckansicht

Der Cadillac XTS war ein zwischen 2012 und 2019 gefertigter PKW der US-amerikanischen Automarke Cadillac aus dem General-Motors-Konzern, welcher als Nachfolger der beiden großen Modelle STS und DTS diente.

## Modellgeschichte
Eine entsprechende Ankündigung für ein Fahrzeug in der oberen Mittelklasse wurde seitens Cadillac bereits bei einer Pressekonferenz am 11. August 2009 getätigt und in Form eines Design-Prototypen in Originalgröße  gezeigt. Auf der North American International Auto Show 2010 wurde das Konzeptfahrzeug XTS Platinum formal der Öffentlichkeit präsentiert.
Das Serienmodell wurde auf der LA Auto Show 2011 erstmals vorgestellt, die Markteinführung fand Mitte 2012 statt. Ab 2013 wurde das Fahrzeug auf dem chinesischen Markt verkauft. 2017 erhielt es ein Facelift.

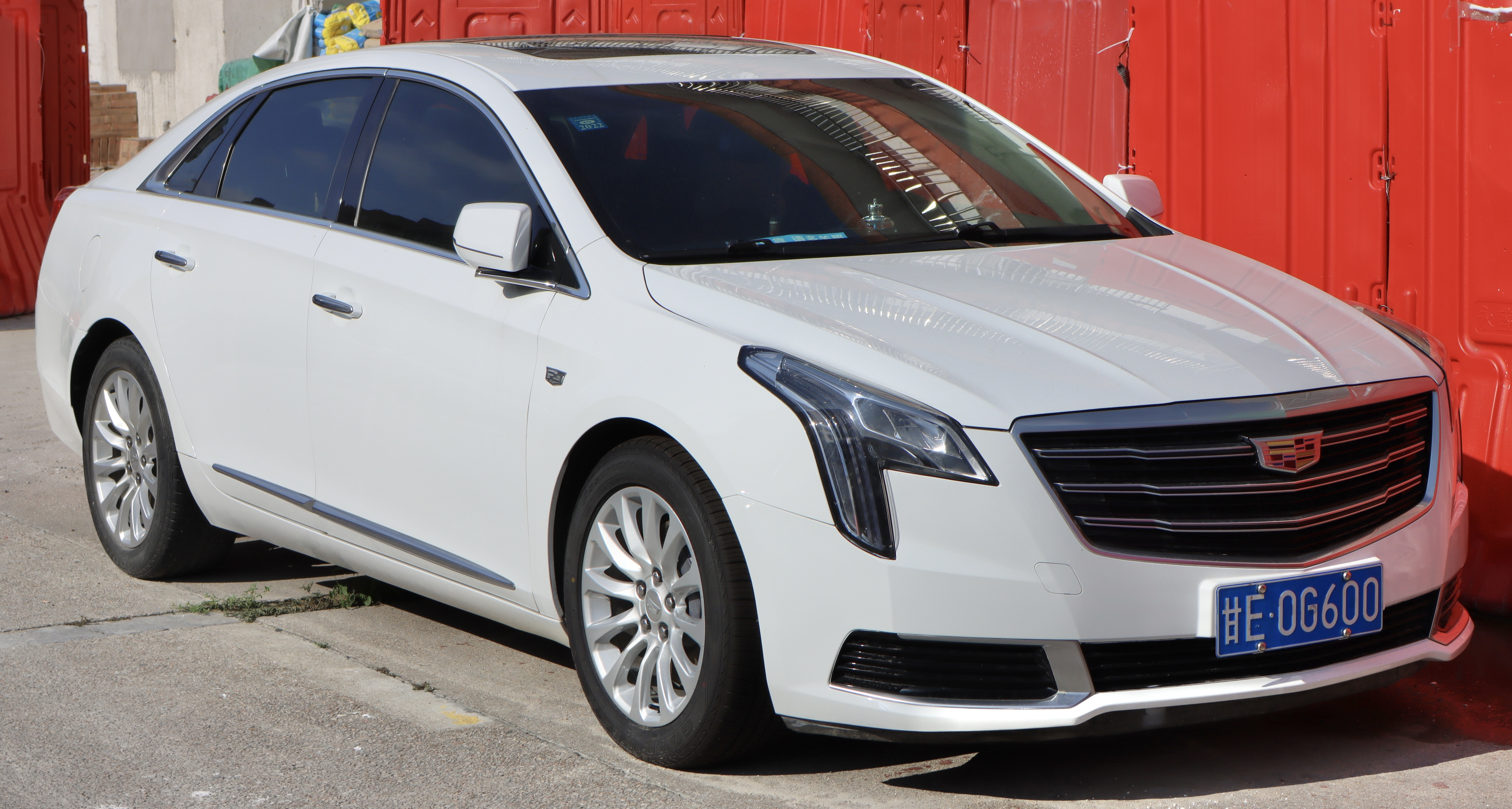
Facelift, 2017–2019
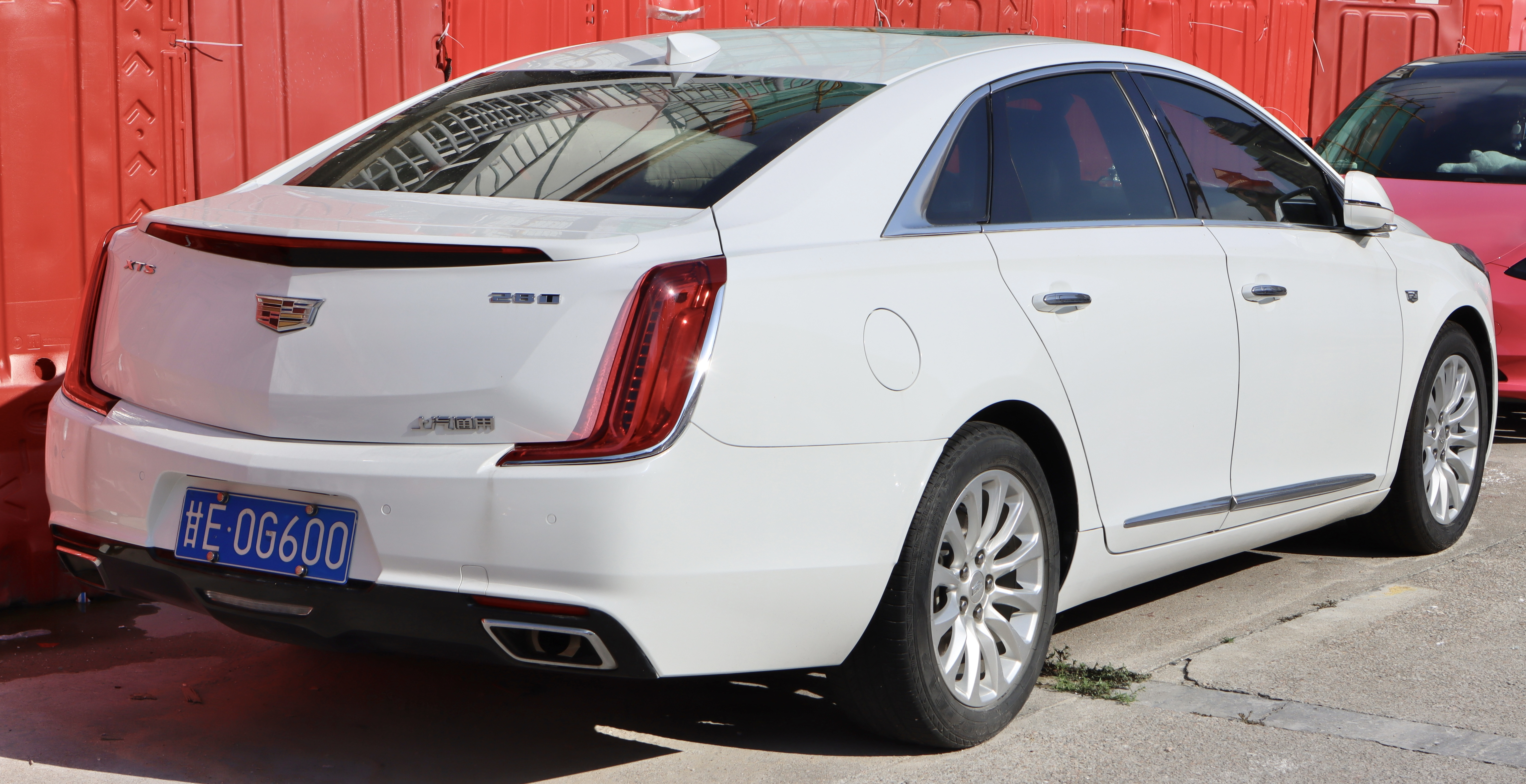
Facelift, Heckansicht, 2017–2019

## Produktion
Das Fahrzeug wurde gemeinsam mit dem Chevrolet Impala im kanadischen GM-Werk Oshawa gebaut, infolge der Umstrukturierungen bei GM wurde die Produktion dort jedoch Ende 2018 eingestellt. Von 2013 an wurde es von Shanghai GM für den chinesischen Markt gebaut.

### Sondervarianten
Neben den für Endkunden angebotenen Varianten werden auch solche für speziellere Einsatzzwecke angeboten: 
- eine Variante für das Mietwagen-Flottengeschäft Livery Package mit dem RPO-Code W20[14]
- eine Variante mit um 203 mm verlängertem Radstand unter der Bezeichnung XTS-L Coachbuilder Stretch Livery mit dem RPO-Code W30[15]
- eine Variante als Fahrgestell mit um bis zu 1778 mm verlängerbarem Radstand unter der Bezeichnung Coachbuilder Limousine mit dem RPO-Code V4U[15]
- eine Sonderschutzvariante Armored mit dem RPO-Code B05[16] und
- eine Fahrgestellvariante zum Aufbau eines Leichenwagens Coachbuilder Funeral Coach mit dem RPO-Code BQ9.[16]

## Technik
Der XTS basiert auf der Epsilon-II-Plattform mit langem Radstand des GM-Konzerns, auf der auch die Schwestermodelle, der Chevrolet Impala der zehnten Generation und der Buick LaCrosse der zweiten Generation, aufbaut.

### Motoren
In Nordamerika war das Fahrzeug mit einem 3,6-l-V6-Ottomotor mit Benzindirekteinspritzung erhältlich. Während die leistungsschwächere Stufe des Motors ein Saugmotor mit einer maximalen Leistung anfangs von 224 kW, ab Modelljahr 2014 von 227 kW ist, hat die leistungsstärkere Stufe, die ab Modelljahr 2014 kaufbar war, zwei Turbolader und erreicht damit eine maximale Leistung von 306 kW.
In China war als einziger Motor ein 2,0-l-R4-Ottomotor mit Benzindirekteinspritzung und Turboaufladung, der maximal 198 kW leistet, verfügbar.

### Antrieb
Der Wagen ist mit Vorderradantrieb oder auf Wunsch auch mit Allradantrieb erhältlich. Die Leistung wird dabei über ein Sechsstufen-Automatikgetriebe übertragen.

## Technische Daten
| Modell                         | 2.0T                       | 3.6 V6 (1)                 | 3.6T V6                    |
| ------------------------------ | -------------------------- | -------------------------- | -------------------------- |
| Bauzeitraum                    | 02/2013–10/2019            | 05/2012–10/2019            | 05/2012–10/2019            |
| Markt                          | China                      | Nordamerika                | Nordamerika                |
| Motorart                       | Ottomotor                  | Ottomotor                  | Ottomotor                  |
| Motorbauart                    | R4                         | V6                         | V6                         |
| Gemischaufbereitung            | Benzindirekteinspritzung   | Benzindirekteinspritzung   | Benzindirekteinspritzung   |
| Motoraufladung                 | Turbolader                 | –                          | Biturbo                    |
| Hubraum, cm³                   | 1998                       | 3564                       | 3564                       |
| max. Leistung, kW (PS)         | 198 (269) bei 5500         | 227 (308) bei 6800         | 306 (416) bei 6000         |
| max. Drehmoment, Nm            | 400 bei 2400–4400          | 358 bei 5300               | 500 bei 1900–5600          |
| Höchstgeschwindigkeit, km/h    | 218                        | 250                        | 255                        |
| Getriebe, serienmäßig          | 6-Stufen-Automatikgetriebe | 6-Stufen-Automatikgetriebe | 6-Stufen-Automatikgetriebe |
| Antriebsart, serienmäßig       | Vorderradantrieb           | Vorderradantrieb           | Vorderradantrieb           |
| Antriebsart, optional          | Allradantrieb              | Allradantrieb              | Allradantrieb              |
| Beschleunigung, 0–100 km/h     | 8,1 s                      | 6,7 s                      | 5,5 s                      |
| Verbrauch kombiniert, l/100 km | 9,0                        | 11,2                       | 12,3                       |
| Tankinhalt, l                  | 70                         | 70                         | 70                         |